# Rakesh Roshan
Rakesh Roshan Lal Nagrath (Mumbai, 6 settembre 1949) è un attore, produttore cinematografico e regista indiano.

## Biografia
Appartiene a una delle famiglie più famose di Bollywood. Suo padre era Roshan, famoso musicista, autore di colonne sonore di numerosi film. Anche il fratello, Rajesh Roshan lavora nel cinema, come musicista. Suo figlio è Hrithik Roshan, oggi uno dei più acclamati attori indiani.
Ha iniziato la sua carriera da attore negli anni settanta e ha recitato in oltre 70 film. L'attività di produttore è iniziata invece nel 1980 con il film Aap Ke Deewane. Di lì a qualche anno si è dato anche alla regia, debuttando con Khudgarz nel 1987.

## Filmografia

### Attore
- Ghar Ghar Ki Kahani, regia di T. Prakash Rao (1970)
- Seema, regia di Surendra Mohan (1971)
- Paraya Dhan, regia di Rajendra Bhatia (1971)
- Man Mandir, regia di Tapi Chanakya (1971)
- Aankhon Aankhon Mein, regia di Raghunath Jhalani (1972)
- Buniyaad, regia di Virendra Sinha (1972)
- Aankh Micholi, regia di Ramanna (1972)
- Nafrat, regia di Shyam Ralhan (1973)
- Ek Kunwari Ek Kunwara, regia di Prakash Mehra (1973)
- Trimurti, regia di Rajendra Bhatia (1974)
- Pagli, regia di C.P. Dixit (1974)
- Madhosh, regia di Desh Gautam (1974)
- Goonj, regia di S.U. Syed (1974)
- Aakraman, regia di J. Om Prakash (1975)
- Zakhmee, regia di Raja Thakur (1975)
- Khel Khel Mein, regia di Ravi Tandon (1975)
- Raeeszada, regia di Desh Gautam e Raja Thakur (1976)
- Bullet, regia di Vijay Anand (1976)
- Ginny Aur Johnny, regia di Mehmood (1976)
- Chalta Purza, regia di Bhappi Sonie (1977)
- Hatyara, regia di Surendra Mohan (1977)
- Ananda Ashram, regia di Shakti Samanta (1977)
- Haiwan, regia di Ram Mukherjee e Rono Mukherjee (1977)
- Dil Aur Deewaar, regia di K. Bapaiah (1978)
- Priyatama, regia di Basu Chatterjee (1978)
- Devata, regia di S. Ramanathan (1978)
- Khatta Meetha, regia di Basu Chatterjee (1978)
- Aahuti, regia di Ashok V. Bhushan (1978)
- Ganga Aur Geeta, regia di M. Bahl (1979)
- Jhoota Kahin Ka, regia di Ravi Tandon (1979)
- Dhongee, regia di Ashok Roy (1979)
- Khandaan, regia di Anil Ganguly (1979)
- Prem Jaal, regia di Sudarshan (1979)
- Iqraar, regia di Kailash Advani (1979)
- Aangan Ki Kali, regia di Harsh Kohli (1979)
- Khubsoorat, regia di Hrishikesh Mukherjee (1980)
- Aap Ke Deewane, regia di Surendra Mohan (1980) - anche produttore
- Unees Bees, regia di Swaroop Kumar (1980)
- Neeyat, regia di Anil Ganguly (1980)
- Pyaara Dushman, regia di Anand Sagar (1980)
- Naari (1981)
- Daasi, regia di Raj Khosla (1981)
- Dhanwan, regia di Surendra Mohan (1981)
- Hotel, regia di Shyam Ramsay e Tulsi Ramsay (1981)
- Haqdaar, regia di S.K. Luthra (1981)
- Jeene Ki Arzoo, regia di Rajashekhar (1981)
- Bhula Na Dena, regia di Harsh Kohli (1981)
- Hamari Bahu Alka, regia di Basu Chatterjee (1982)
- Haathkadi, regia di Surendra Mohan (1982)
- Begunaah Qaidi (1982)
- Jeevan Dhaara, regia di Rama Rao Tatineni (1982)
- Shriman Shrimati, regia di Vijay Reddy (1982)
- Vakil Babu, regia di Asit Sen (1982)
- Teesri Aankh, regia di Subodh Mukherji (1982)
- Karwat, regia di Anil Ganguly (1982)
- Kaamchor, regia di K. Viswanath (1982) - anche produttore
- Waqt-Waqt Ki Baat, regia di Santosh Saroj (1982)
- Baawri, regia di A.C. Trilogchander (1982)
- Jeet Hamaari, regia di R. Thyagaraajan (1983)
- Shubh Kaamna, regia di K. Viswanath (1983)
- Main Qatil Hoon, regia di S.M. Sagar (1984)
- Awaaz, regia di Shakti Samanta (1984)
- Zindagi Jeene Ke Liye, regia di K.S. Sethumadhavan (1984)
- Jaag Utha Insan, regia di K. Viswanath (1984) - anche produttore
- Hanste Khelte, regia di Dayanand (1984)
- Pyaase Honth, regia di Charandas Shokh (1985)
- Bahu Ki Awaaz, regia di Shashilal K. Nair (1985)
- Mahaguru, regia di S.S. Ravichandra (1985)
- Aakhir Kyon?, regia di J. Om Prakash (1985)
- Zulm Ka Badla, regia di Chand e K. Prasad (1985)
- Patthar Dil, regia di Surendra Mohan (1985)
- Kala Suraj, regia di Desh Gautam (1985)
- Haveli, regia di Keshu Ramsay (1985)
- Maqaar, regia di Krishna Sethi (1986)
- Khamosh Nigahen, regia di Ajay Sharma (1986)
- Bhagwaan Dada, regia di J. Om Prakash (1986) - anche produttore
- Ek Aur Sikander, regia di Bhaskar Shetty (1986)
- Anubhav, regia di Kashinath (1986)
- Mera Yaar Mera Dushman, regia di Anil Ganguly (1987)
- Daku Hasina, regia di Ashok Roy (1987)
- Ramkudi Jhamkudi (1988)
- Be Lagaam, regia di Naval Kishore (1988)
- Paigham, regia di Mohammed Hussain (1988)
- Bahurani, regia di Manik Chatterjee (1989)
- Shararat, regia di Atma Ram (1990)
- Pyar Do Pyar Lo, regia di Sunil Kumar (1995)
- Akele Hum Akele Tum, regia di Mansoor Khan (1995)
- Aurat Aurat Aurat, regia di K. Viswanath (1996)
- Mother, regia di Saawan Kumar Tak (1999)
- Om Shanti Om, regia di Farah Khan (2007)

### Attore, produttore e regista
- Khoon Bhari Maang (1988)
- Khel (1992)
- Koi... Mil Gaya (2003)

### Produttore e regista
- Khudgarz (1987)
- Kishen Kanhaiya (1990)
- King Uncle (1993)
- Karan Arjun (1995)
- Koyla (1997)
- Kaho Naa... Pyaar Hai (2000)
- Krrish (2006)
- Krrish 3 (2013)

### Regista
- Kala Bazaar (1989)
- Karobaar: The Business of Love (2000)

### Produttore
- Kaun Sachcha Kaun Jhootha, regia di Partho Ghosh (1997)
- Krazzy 4, regia di Jaideep Sen (2008)
- Kites, regia di Anurag Basu (2010)
- Kaabil, regia di Sanjay Gupta (2017)